# 남문로 (성남시)
남문로(Nammun-ro)는 경기도 성남시 수정구 태평동 태평고개사거리 에서 신흥성당앞삼거리를 잇는 수정구에 있는 도로이다.

## 주요 경유지
경기도
- 성남시 수정구 (태평동)

## 노선
| 이름             | 접속 노선               | 소재지 | 소재지 | 비고 |
| ---------------- | ----------------------- | ------ | ------ | ---- |
| 태평고개사거리   | 국도 제3호선 (성남대로) | 성남시 | 수정구 |      |
| 한전사거리       | 제일로                  | 성남시 | 수정구 |      |
| 태평오거리       | 탄리로                  | 성남시 | 수정구 |      |
| 신흥성당앞삼거리 | 공원로                  | 성남시 | 수정구 |      |

## 주요 시설및 건물
- BBQ 성남태평점 (남문로 9/태평동 5321)
- GS25 성남남문로점 (남문로 41/태평동 4130-5)
- 태평3동행정복지센터 (남문로 54/태평동 3752-1)
- 이마트24 R 태평오거리점 (남문로 65/태평동 3799)
- 파리바게뜨 태평오거리점 (남문로 66/태평동 3798)
- 태평2동행정복지센터 (남문로 108/태평동 3307-2)
- 성남태평2동 우편취급국 (남문로 111/태평동 2644)
- 태평4동 제3공영주차장 (남문로 112/태평동 7289)
- 금빛초등학교 (남문로 112/태평동 7289)
- 태평4퍼출소 (남문로 128/태평동 7290)
- 태평4동행정복지센터 (남문로 134/태평동 7292)